# Saint-André-de-Briouze
Saint-André-de-Briouze là một xã trong tỉnh Orne, vùng Normandie tây bắc nước Pháp. Xã Saint-André-de-Briouze nằm ở khu vực có độ cao trung bình 263 mét trên mực nước biển.